# Franco Molina
Franco Molina (Córdoba, 28 de agosto de 1997) es un jugador argentino de rugby que se desempeña como segunda línea y juega en Exeter Chiefs de la Premiership Rugby.

## Carrera

### Jockey Club
Molina se formó en el Jockey Club, donde debutó en el Torneo de Córdoba.

### Jaguares XV
En 2019 es seleccionado por Jaguares para jugar la Currie Cup en Sudáfrica.El equipo argentino arrasó con el torneo, coronándose campeón ganando todos los partidos por gran diferencia. Este torneo fue polémico, ya que estaba previsto que se jugara un partido por el ascenso entre el campeón y el último de la Currie Cup Premier Division 2019 pero este partido se canceló.

### Ceibos
En 2020 se suma a Ceibos de la Súper Liga Americana de Rugby pero la competición sería cancelada con sólo 2 fechas jugadas.

### Jaguares XV
En el año 2021 se convertiría en jugador de Jaguares XV de la Súper Liga Americana de Rugby. Con Jaguares se consagraría campeón ganando todos los partidos, obteniendo puntos bonus en todos los encuentros.

### Selknam
En 2022 no sería tenido en cuenta por Jaguares y se mudaría Chile para jugar en Selknam. Con el equipo chileno haría una gran campaña, eliminando a Jaguares en semifinales y llegando hasta la final, en dónde caería ante Peñarol Rugby. Molina sería incluido en el XV ideal del torneo.

### Dogos XV
En 2023 vuelve a Argentina para jugar en Dogos XV, equipo cordobés del Super Rugby Américas 2023, con el cual llegaría a la final derrotando al otro equipo argentino del certamen, Pampas XV, pero perdería la final nuevamente ante Peñarol Rugby en Montevideo. Al año siguiente obtendría finalmente el esquivo título al vencer en Buenos Aires a Pampas.

### Exeter Chiefs
En 2024 llegó a un acuerdo para convertirse en nuevo jugador de Exeter Chiefs de la Premiership Rugby.

## Selección nacional
Representó a los Pumitas y jugó con ellos el Mundial de Rugby Juvenil 2016 en donde obtuvo el tercer lugar al vencer a Sudáfrica.
Fue convocado a los Pumas en 2024 y debutó en la derrota ante Francia.

## Clubes
| Club                | País       |
| ------------------- | ---------- |
| Jockey Club Córdoba | Argentina  |
| Ceibos              | Argentina  |
| Jaguares XV         | Argentina  |
| Selknam             | Chile      |
| Dogos XV            | Argentina  |
| Exeter Chiefs       | Inglaterra |

## Palmarés
| Título                        | Equipo      | País      | Año  |
| ----------------------------- | ----------- | --------- | ---- |
| Currie Cup First Division     | Jaguares XV | Sudáfrica | 2019 |
| Súper Liga Americana de Rugby | Jaguares XV | Argentina | 2021 |
| Super Rugby Américas          | Dogos XV    | Argentina | 2024 |